# Figli di chi s'amava
Figli di chi s'amava è un film documentario del 2012 diretto da Aurelio Grimaldi.